# يوليا فان بيرغن
يوليا فان بيرغن (بالهولندية: Julia van Bergen)‏ هي مغنية هولندية، ولدت في 17 سبتمبر 1999 في هاردرفايك في هولندا.

## وصلات خارجية
- يوليا فان بيرغن على موقع ميوزك برينز (الإنجليزية)
- يوليا فان بيرغن على موقع ميوزك برينز (الإنجليزية)
- يوليا فان بيرغن على موقع ديسكوغز (الإنجليزية)